# Glyphuroplata uniformis
Glyphuroplata uniformis is een keversoort uit de familie bladkevers (Chrysomelidae). De wetenschappelijke naam van de soort werd in 1885 gepubliceerd door Smith.